# Château-Landon (Métro Paris)

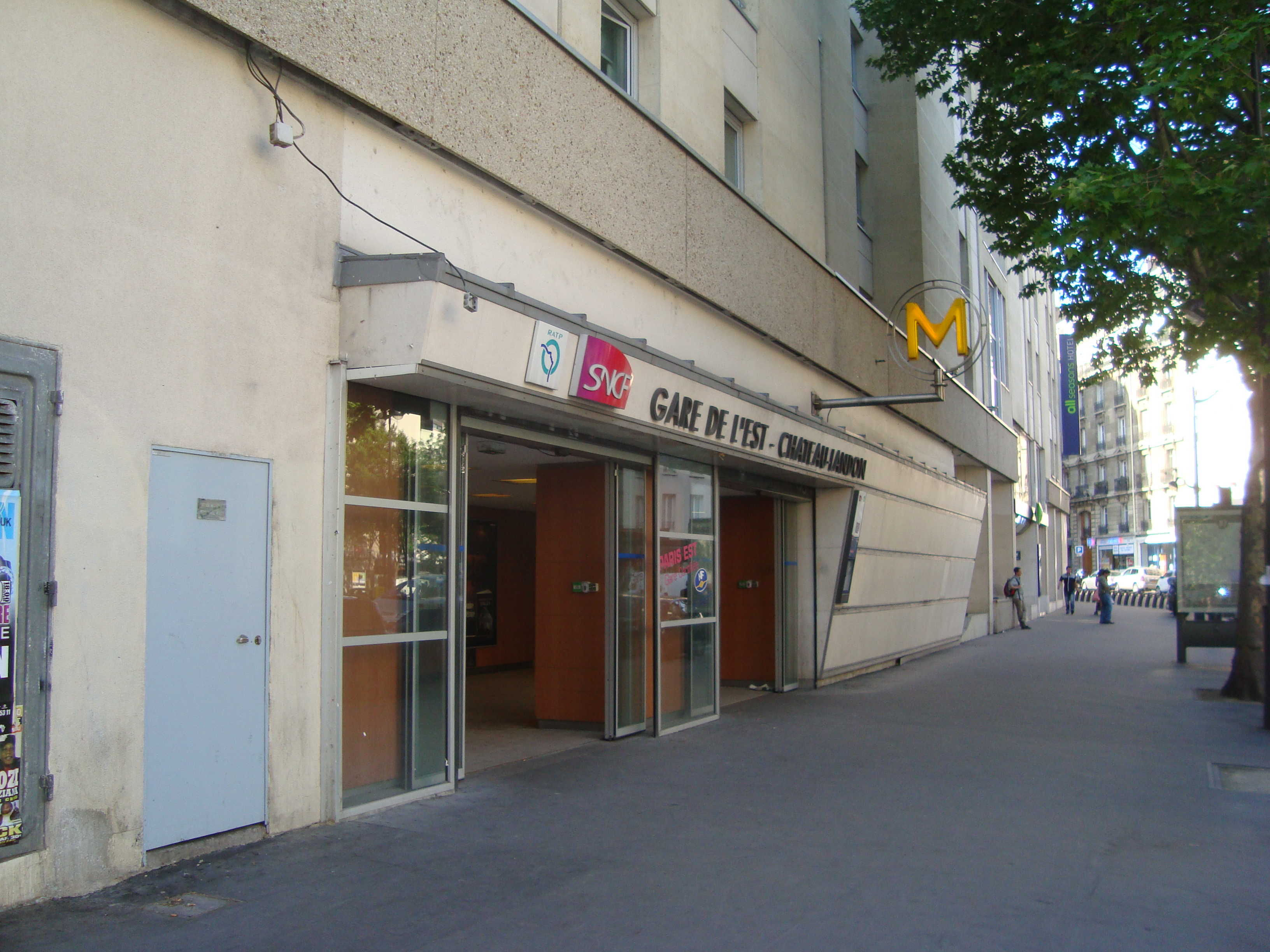
Straßenzugang zur Station und zum Bahnhof Gare de l‘Est

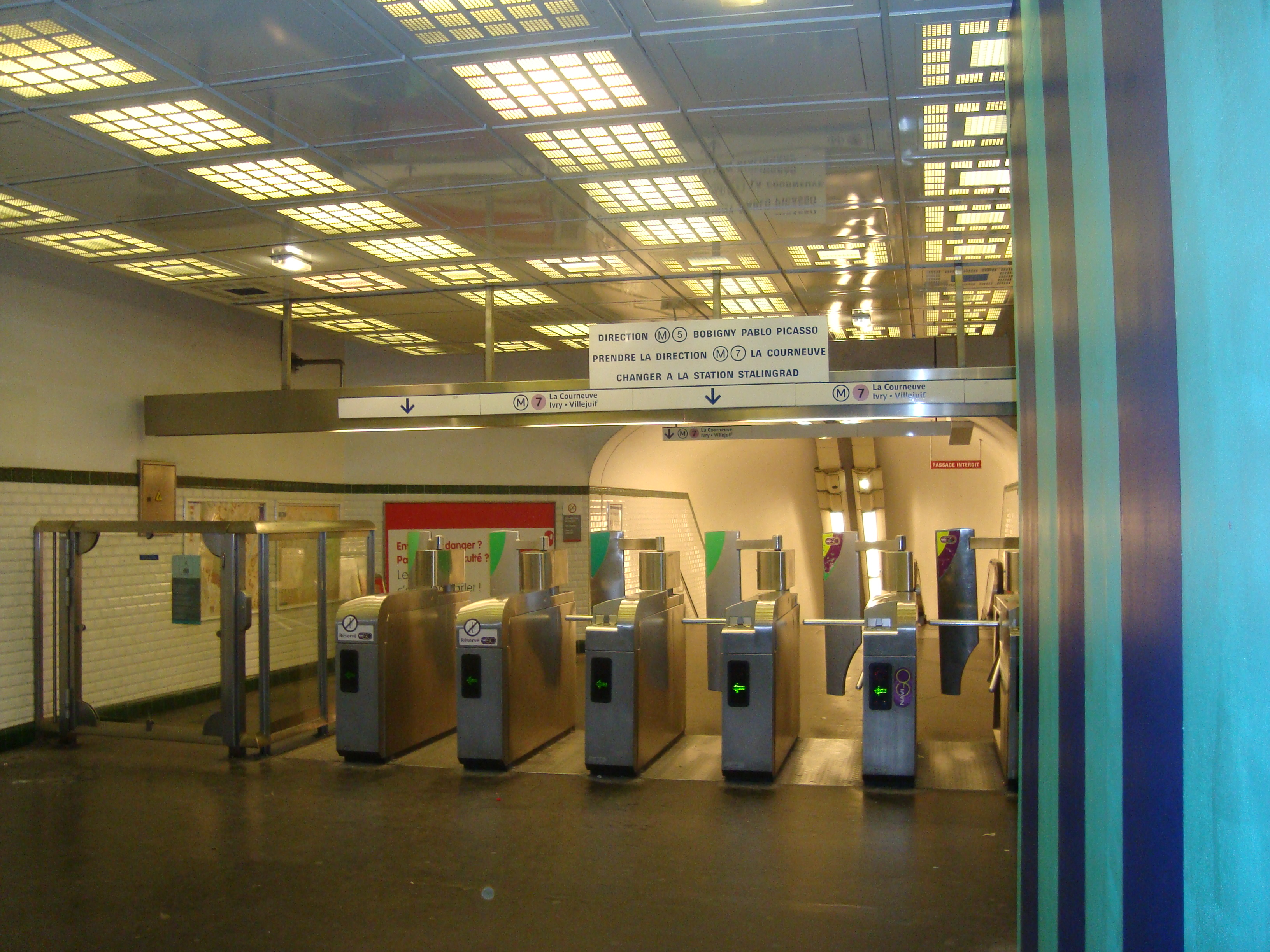
Zugangsbereich

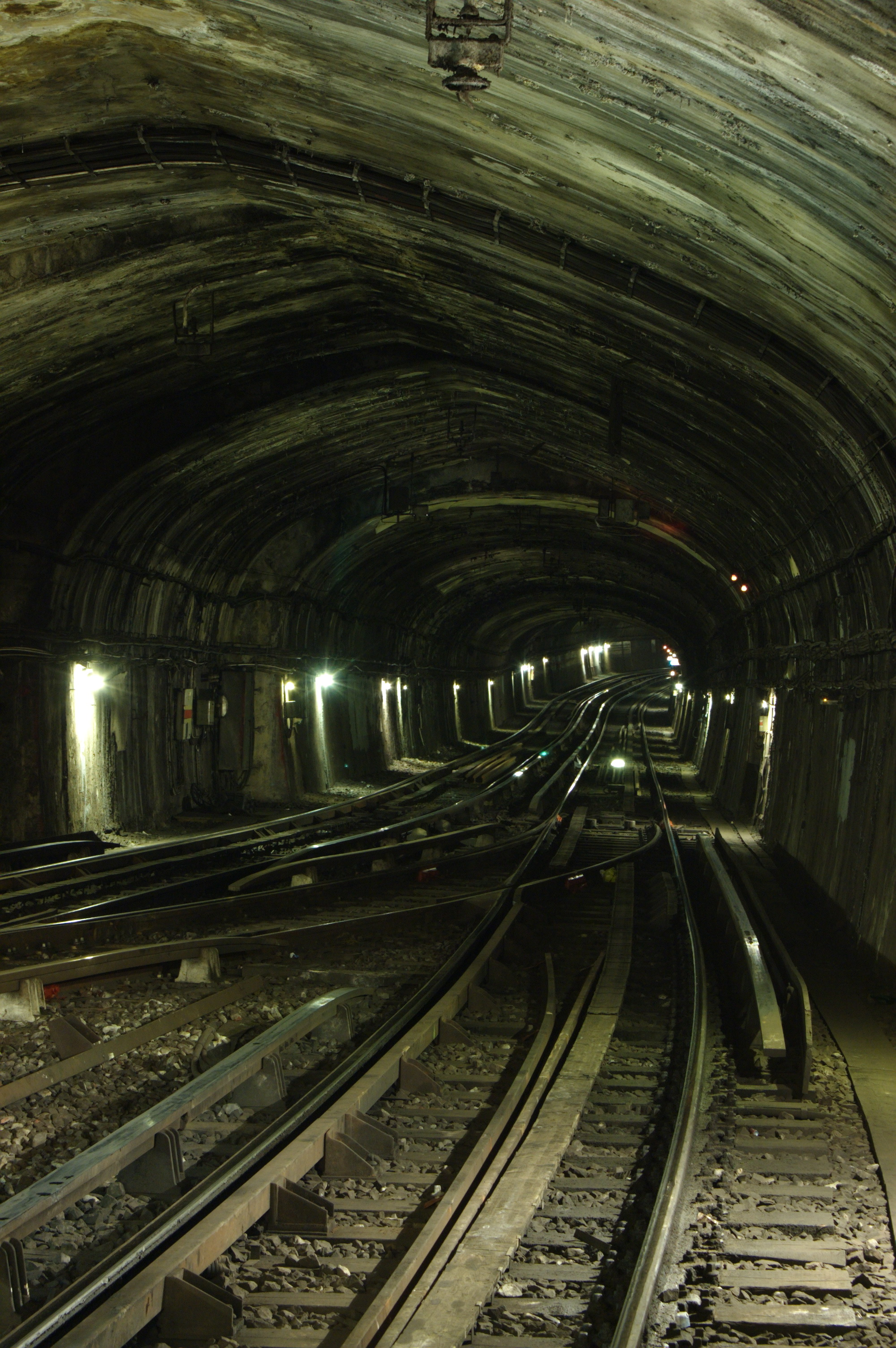
Tunnel südlich des U-Bahnhofs mit Gleiswechsel

Château-Landon [ʃɑto lɑ̃dɔ̃] ist ein unterirdischer U-Bahnhof der Linie 7 der Pariser Métro. Am angrenzenden Fernbahnhof Gare de l’Est kann zu TGV-Hochgeschwindigkeitszügen und Regionalzügen in Richtung Ostfrankreich und Deutschland umgestiegen werden.

## Lage
Der U-Bahnhof befindet sich an der Grenze des Quartier de l’Hôpital-Saint-Louis mit dem Quartier Saint-Vincent-de-Paul im 10. Arrondissement von Paris. Er liegt längs unter der Rue du Faubourg Saint-Martin in Höhe der Einmündung der Rue du Château-Landon und grenzt an das unmittelbar östlich gelegene Gelände des Bahnhofs Gare de l’Est.

## Name
Namengebend ist die Rue du Château-Landon. Dort befand sich zur Zeit Ludwigs XIV. das Landhaus eines Sieur Landon, das auch als „Château“ (dt.: Schloss) bezeichnet wurde.

## Geschichte und Beschreibung
Der U-Bahnhof wurde am 5. November 1910 in Betrieb genommen, als der erste Abschnitt der Linie 7 von der Station Opéra bis zur Station Porte de la Villette eröffnet wurde.
Er besteht aus zwei parallel nebeneinanderliegenden Stationen, die durch eine an mehreren Stellen durchbrochene Stützmauer voneinander getrennt sind. Sie liegen unter weiß gefliesten Gewölben, sind 75 m lang und weisen jeweils einen Seitenbahnsteig an einem Streckengleis auf. Die westliche Station dient dem Verkehr in Richtung der südlichen Endpunkte Villejuif – Louis Aragon und Mairie d’Ivry. An der östlichen Station halten die Züge in Richtung La Courneuve – 8. Mai 1945, von 1911 bis 1967 bog jeder zweite Zug im folgenden U-Bahnhof Louis Blanc auf die heutige Linie 7bis ab.
Vom Straßenraum aus existiert nur ein Zugang an der Rue du Faubourg-Saint-Martin. Er ist in ein Gebäude integriert und trägt als Kennzeichnung ein gelbes „M“ in einem Doppelkreis. Ein zusätzlicher Ausgang mit Rolltreppe wurde Anfang der 1990er Jahre geschlossen. Ein 1931 geschaffener Gepäckgang unter den Bahnsteigen des Fernbahnhofs Gare de l‘Est dient nach der Aufgabe der Gepäckbeförderung heute als unterirdische Verbindung für Umsteiger zwischen Métro und Eisenbahn.
Während nördlich des U-Bahnhofs die Gleise in zwei separaten Tunneln auseinanderstreben, sind sie auf seiner Südseite in einem gemeinsamen Tunnel vereint. Dort existiert unmittelbar vor der Station ein einfacher Gleiswechsel.

## Fahrgastzahlen
2011 wurden rund 1 600 000 Fahrgäste gezählt, die über diesen U-Bahnhof Zugang zum Pariser Metronetz fanden. Im Jahr 2013 waren es 1 645 000, 2019 1 759 434.

## Zukunftsplanungen
Die seit langem diskutierte Fusion der Linien 7bis und 3bis zu einer gemeinsamen Linie mit Verlängerung im Westen bis Château-Landon wurde auf die lange Bank gelegt und wird nun – falls sie realisiert wird – auf die Zeit nach 2030 verschoben. Außerdem ist eine unterirdische Fußgängerverbindung zum Bahnhof Magenta geplant, sodass danach auch Anschluss an den RER E bestehen würde. Dem stehen aber erhebliche bautechnische Probleme im Wege.

## Fahrzeuge
Auf der Linie 7 verkehren konventionelle Fünf-Wagen-Züge der Baureihe MF 77. Zwischen 1971 und 1979 liefen dort Züge der Baureihe MF 67, davor solche der Bauart Sprague-Thomson.